# Those About to Die (TV-serie)
Those About to Die är en amerikansk dramaserie som hade premiär på strömningstjänsten Peacock den 18 juli 2024. Första säsongen består av tio avsnitt. Flera av avsnitten är regisserade av Roland Emmerich. Serien är baserad på boken med samma namn av Daniel P. Mannix, som även legat till grund för filmen Gladiator (2000).

## Rollista (i urval)
- Anthony Hopkins – kejsar Vespasianus
- Iwan Rheon – Tenax
- Dimitri Leonidas – Scorpus
- Sara Martins – Cala
- Gabriella Pession – Antonia
- Rupert Penry-Jones – Marsus
- Tom Hughes – Titus
- Jojo Macari – Domitianus